# Sirena di acciaio
Sirena di acciaio (A Lost Lady) è un film muto del 1924 diretto da Harry Beaumont. Prodotto e distribuito dalla Warner Bros., aveva come interpreti Irene Rich, Matt Moore, June Marlowe, John Roche, Victor Potel, George Fawcett.

La sceneggiatura di Dorothy Farnum si basa su A Lost Lady, romanzo di Willa Cather pubblicato a New York nel 1923.

## Trama

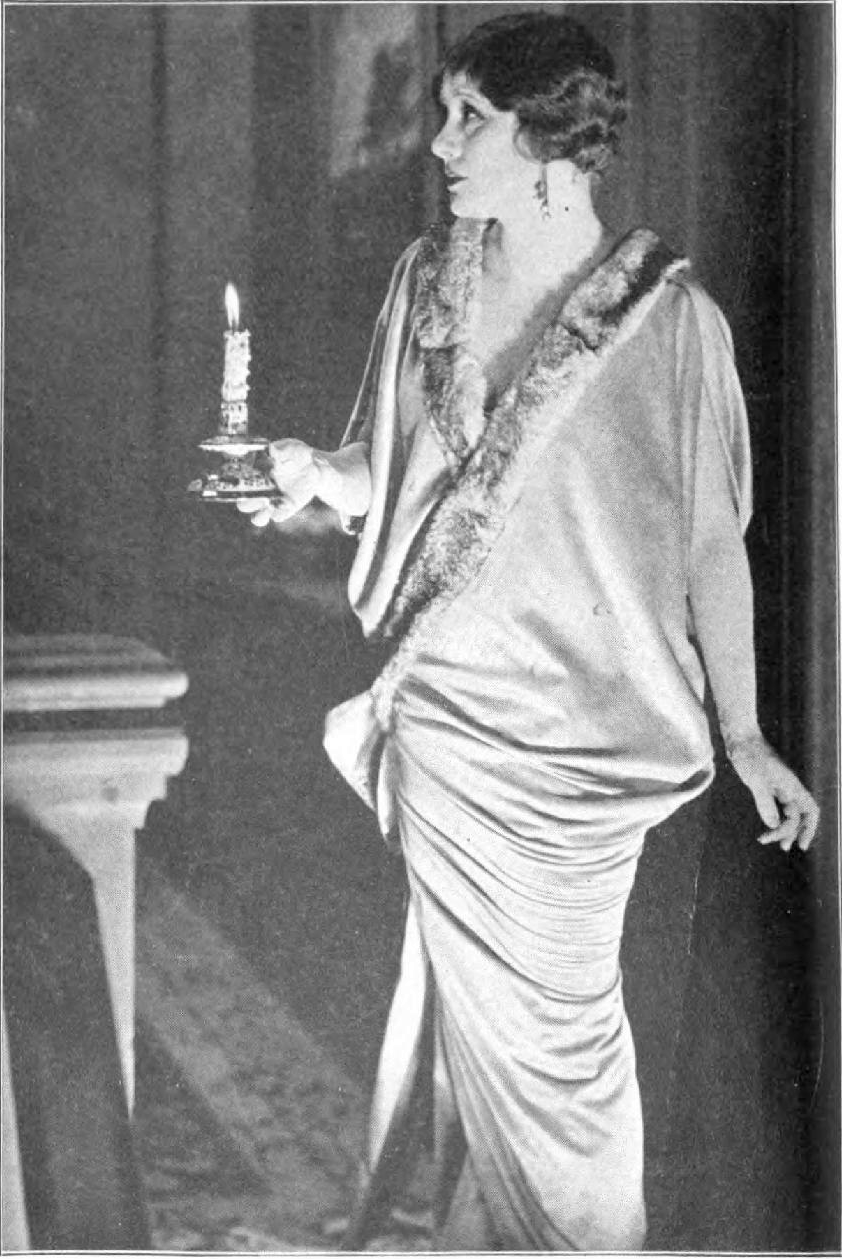
Irene Rich

Sposata al capitano Forrester, un uomo molto più anziano di lei, la bella Marian Forrester, sentendosi frustrata, fugge con Frank Ellinger, che promette di sposarla dopo che lei avrà divorziato dal marito. Quando scopre che il marito, un magnate delle ferrovie, è fallito cercando di salvare una banca del lavoro, torna da lui per dimostrargli fedeltà. Credendo che Ellinger stia aspettando il suo ritorno, resta delusa venendo a sapere che lui, invece, sta per sposarsi con un'altra. Cerca allora di raggiungerlo prima che sia troppo tardi, ma resta bloccata da una tempesta. Si reca a casa di un suo vecchio amico e ammiratore, Neil Herbert, da dove chiama Ellinger. Lui, però, le dichiara che non vuole più saperne di lei. Neil, che continua ad aiutarla, l'accoglie in casa sua quando il capitano Forrester muore, stroncato dalla vecchiaia e dal dolore. La donna comincia a bere e a trascurarsi, ma l'affetto di Neil non sembra risentirne. Quando però l'uomo la sorprende in atteggiamento compromettente con un giovane contadino, rompe con lei, disgustato. Qualche anno più tardi, Neil scoprirà che Marian vive in Sudamerica, ancora giovane e bella, moglie di un anziano milionario del posto.

## Produzione
Il film fu prodotto dalla Warner Bros.

## Distribuzione
Il copyright del film, richiesto dalla Warner, fu registrato il 17 dicembre 1924 con il numero LP20921.

Distribuito dalla Warner Bros., il film uscì nelle sale statunitensi il 18 dicembre 1924. In Finlandia, uscì il 1º agosto 1925. In Danimarca, distribuito il 21 giugno 1926, prese il titolo Mod Afgrunden.
In Italia, fu distribuito dalla Warner nel 1927 con il visto di censura numero 23786.
Non si conoscono copie ancora esistenti della pellicola che viene considerata presumibilmente perduta.